# Sotto l'aquila di Roma
Sotto l'aquila di Roma è un romanzo storico di Simon Scarrow ambientato nell'anno 42 d.C., pubblicato in Italia nell'ottobre 2009 dalla casa editrice Newton Compton.
È il primo romanzo della Eagles of the Empire Series con protagonisti Macrone e Catone.

## Trama

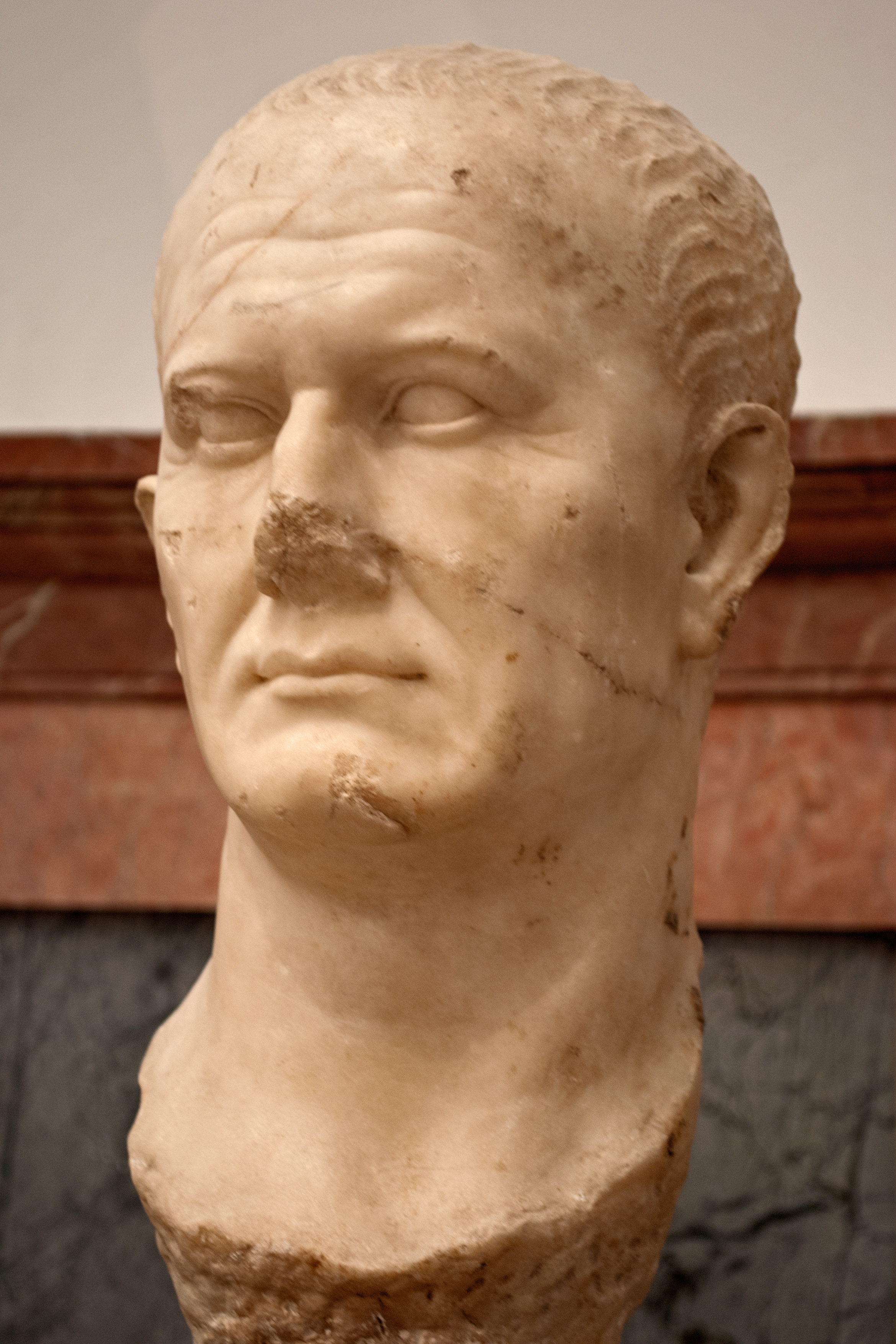
Vespasiano

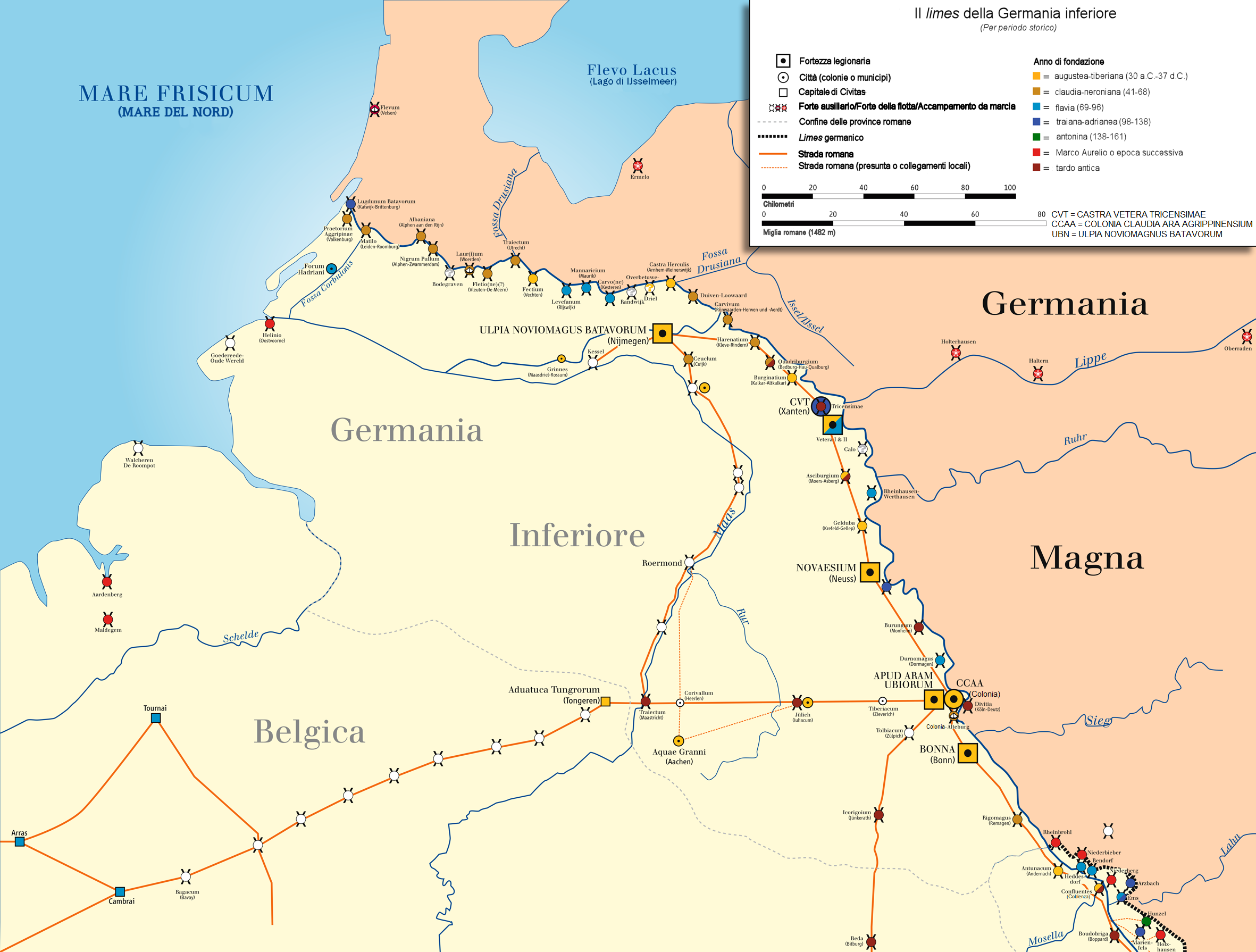
Germania Inferiore, territorio di confine dove Catone e Macrone si incontrano per la prima volta.

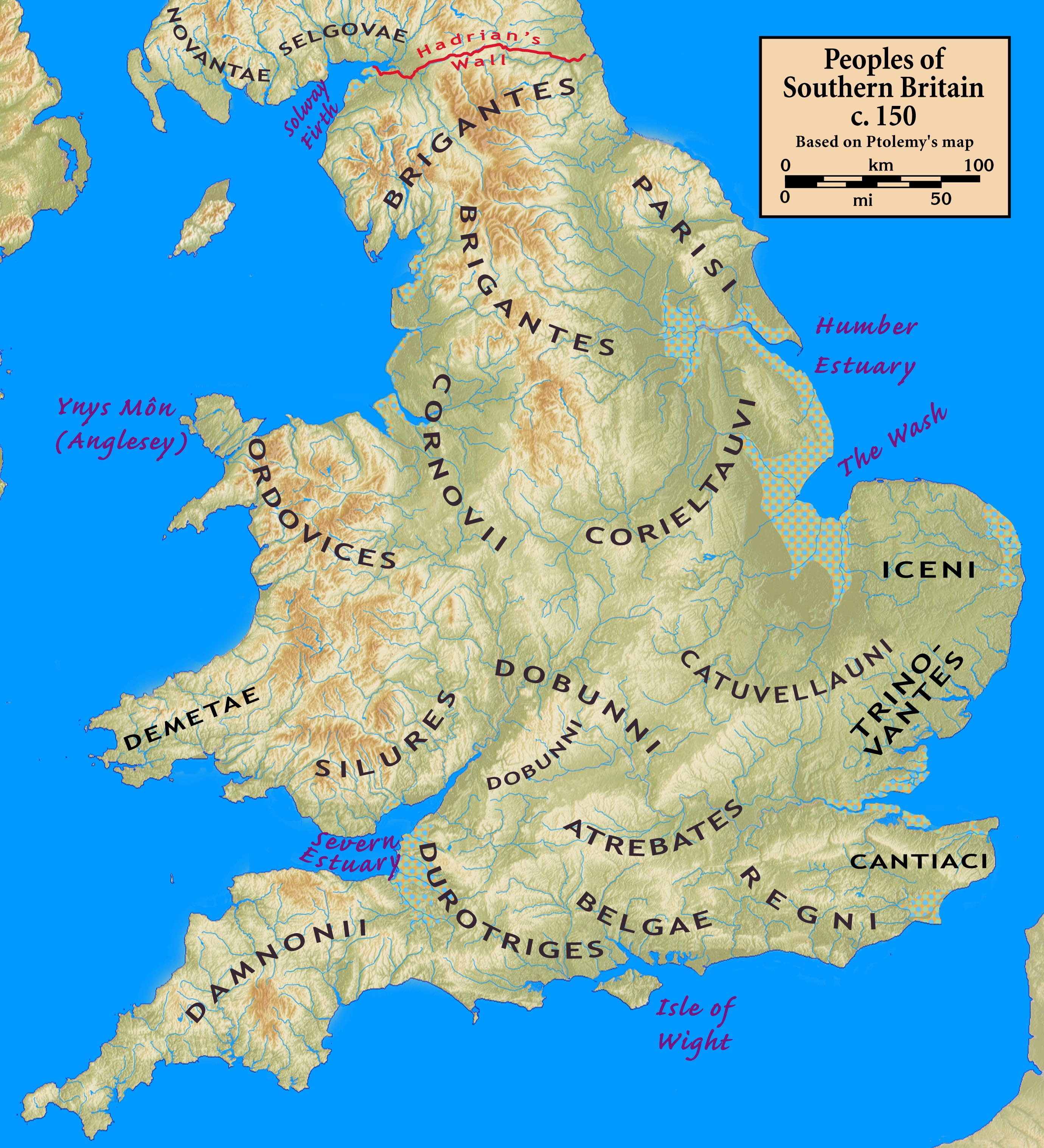
Distribuzione delle tribù celtiche in Britannia

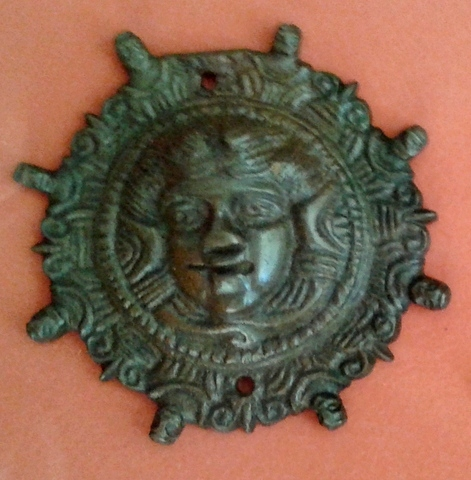
Falera simile a quella ricevuta da Catone in occasione delle sue valorose azioni in Germania

Settembre 54 a.C.: I romani stanno lasciando la Britannia, legione per legione, ma una ventina di legionari è rimasta indietro poiché il carro che stavano scortando si è impantanato a lato di un sentiero passante attraverso la palude. Constatando l'impossibilità di recuperare il mezzo o di trasportare la pesante cassa contenutavi fino alle navi, il generale Gaio Giulio Cesare ordina di far affondare completamente il carro nella palude e di segnare una mappa della sua posizione.
Quasi cent'anni dopo, nel 42 d.C., secondo anno del regno dell'Imperatore Claudio. Il centurione Lucio Cornelio Macrone, facente parte della Legio II Augusta stanziata sul Reno, nella Germania inferiore, viene informato dell'arrivo di una colonna di uomini. Fra essi vi è Quinto Licinio Catone, recluta proveniente dal palazzo imperiale nonché ex schiavo, avente con sé una lettera dell'Imperatore diretta al legato Tito Flavio Vespasiano: stando alla lettera, Claudio ha ordinato che il giovane fosse nominato centurione. Non essendo però egli adatto a ricoprire tale incarico e non potendo modificare troppo un ordine dell'imperatore, il legato lo nomina Optio inserendolo nella centuria di Macrone. Tale evidente caso di nepotismo fa sì che Catone subisca l'astio di molti, in particolare del centurione capo Bestia, il quale si occupa dell'addestramento delle reclute, e del legionario Pulcro. Le cose iniziano a migliorare quando la coorte di cui fanno parte Macrone e Catone cade in una imboscata dei germani: lì, Catone salva la vita a Macrone, ricevendo una falera da applicare sull'armatura come decorazione. Poco dopo, il centurione rivela all'optio di essere analfabeta e chiede a quest'ultimo di insegnargli a leggere e scrivere, cosa che Catone accetta di fare.
Contemporaneamente, Vespasiano viene incaricato di recuperare la cassa di Cesare e viene informato della presenza fra i suoi uomini di un membro dei Liberatores (una setta avente l'obiettivo di rovesciare l'imperatore per restaurare la repubblica) e di una spia imperiale avente l'ordine di individuarla. Successivamente, la Seconda Legione viene inviata in Gallia Belgica per unirsi al contingente in procinto di invadere la Britannia. Proprio durante il banchetto, in cui Vespasiano annuncia la futura destinazione agli ufficiali, Catone incontra Flavia, la moglie del Legato, che aveva già incontrato altre volte durante la sua permanenza nel palazzo imperiale a Roma, e comincia a farle spesso visita, sempre con l'intento celato di incontrare la sua ancella Lavinia, dalla cui bellezza Catone è stato colpito.
Giunti in Gallia, Vespasiano viene a conoscenza di una rivolta in corso nell'accampamento di Gesoriacum da parte di alcuni legionari che non intendono partire per la Britannia. Macrone quindi riceve l'ordine di scortare il segretario imperiale Narciso, che è partito da Lugdunum per raggiungere il luogo della rivolta, da Durocortorum a Gesoriacum, perché vuole di persona partecipare alla repressione. Sembra una missione priva di rischi, ma i legionari vengono attaccati da alcuni arcieri a cavallo intenzionati ad uccidere Narciso; Macrone e i suoi riescono a sventare la minaccia e a catturare alcuni dei sicari.
Il prestigio acquisito dal centurione Macrone fa sì che gli venga assegnato il compito di recuperare la cassa di Cesare: essa è infatti piena d'oro e Claudio ne ha un disperato bisogno per risanare le finanze proprie e dell'Impero. Nel compiere la missione, Macrone porta con sé Catone e un pugno dei propri migliori uomini. Dopo lunghe ricerche, i legionari riescono a ritrovare il carro, ma prima che possano far ritorno alla legione, vengono attaccati da alcuni arcieri guidati dal tribuno Vitellio, anch'egli intenzionato ad impossessarsi della cassa. Grazie a uno stratagemma ideato da Catone, i legionari hanno la meglio sugli avversari, ma Vitellio riesce a fuggire salvo riapparire poco dopo affermando di essersi imbattuto in un'enorme colonna di britanni e che è necessario che egli avvisi Vespasiano. Seppur scettico, Macrone decide di credere alle parole del tribuno e lo lascia andare, per poi scoprire poco dopo che egli aveva detto la verità. Ciò nonostante, Macrone ordina a Catone di recarsi egli stesso all'accampamento della Seconda Legione, poiché rimane il rischio che Vitellio non riesca nell'impresa. Il timore del centurione è fondato, perché Catone trova la legione del tutto all'oscuro dell'imminente imboscata britannica, riuscendo solo a far sì che la retroguardia si schieri in assetto da battaglia. Ciò riesce solo a causare difficoltà ai nativi senza però ribaltare le sorti dello scontro, ma a soccorso della Seconda Legione giunge la Legio XIIII Gemina che mette in fuga i britanni.
Fra i nativi in fuga, vi è anche Togodumno, comandante dell'esercito, che però si imbatte in Macrone che lo uccide in duello. Macrone e Catone informano poi Vespasiano del tradimento di Vitellio, ma il legato non può nulla: il tribuno infatti non solo è, secondo la versione ufficiale, l'eroe che ha individuato i britanni per poi avvisare la Quattordicesima Legione salvando così la Seconda, ma è anche il figlio di un console, nonché la spia imperiale. Infine, Vitellio rivela a Vespasiano che l'agente dei Liberatores non è altri che sua moglie Flavia; se il legato intende evitare la morte della propria sposa venire uccisa, deve mettere a tacere le accuse di Macrone e dei suoi uomini.
Macrone e Catone riescono a cedere la cassa a Narciso, ma sanno anche loro di non potere far nulla contro Vitellio. Catone percepisce inoltre le ostilità dei prigionieri britanni, e che la conquista della Britannia sarà molto più difficile di quanto l'imperatore non avesse auspicato.

## Personaggi
- Lucio Cornelio Macrone: Centurione della Sesta centuria della Quarta Coorte della Seconda Legione.
- Quinto Licinio Catone: Optio della Sesta centuria della Quarta Coorte della Seconda Legione.
- Lucio Batiaco Bestia: Centurione Capo della Seconda Legione.
- Aulo Vitellio: Tribuno della Seconda Legione.
- Vespasiano: Legato della Seconda Legione.
- Aulo Plauzio: Generale dell'esercito in Britannia, composto da quattro legioni la Seconda, la Nona, la Quattordicesima e la Ventesima.
- Imperatore Claudio: Imperatore romano dal 41 d.C.
- Flavia Domitilla: Moglie di Vespasiano.
- Tito: Figlio di Vespasiano e Flavia.
- Lavinia: Schiava al servizio di Flavia.
- Narciso: Segretario dell'Imperatore Claudio.
- Pisone: Segretario della Sesta centuria della Quarta Coorte della Seconda Legione.
- Siro: Legionario della Seconda Legione.

- Piras: Legionario della Seconda Legione.
- Gneo Lucullo Pulcro: Legionario della Seconda Legione.
- Scevola: Legionario della Seconda Legione.
- Quadrato: Legionario della Seconda Legione.
- Porcio: Legionario Vessillifero della Seconda Legione.
- Castore: Legionario veterano della Sesta centuria della Quarta Coorte della Seconda Legione.
- Gaio Plinio: Tribuno della Seconda Legione.
- Rufolo: Maggiordomo di Vespasiano.
- Politemo: Guardia del corpo di Narciso.
- Aurelio: Tribuno a capo dei legionari ammutinati.
- Lentulo: Legionario della Seconda Legione.
- Adminio: Britanno esule.
- Togodumno: Condottiero britannico, Re dei Catuvellauni, fratello di Carataco.
- Gaio Marcello Destro: Decurione, cugino di Flavia.

## Ambientazione
| Anno    | Età Macrone | Età Catone | Ambientazione                             |
| ------- | ----------- | ---------- | ----------------------------------------- |
| 42 d.C. | 34 anni     | 17 anni    | Germania InferioreGallia BelgicaBritannia |

## Edizioni
- Simon Scarrow, Sotto l'aquila di Roma, traduzione di Roberto Lanzi, collana Nuova Narrativa Newton, Newton Compton, 1 ottobre 2009,  p. 336, ISBN 978-88-541-1608-5.
- Simon Scarrow, Sotto l'aquila di Roma, traduzione di Roberto Lanzi, collana Grandi Tascabili Contemporanei, Newton Compton, 1 giugno 2011,  p. 352, ISBN 978-88-541-2978-8.
- Simon Scarrow, L'aquila di Roma, traduzione di Roberto Lanzi, collana SuperInsuperabili, Newton Compton, 13 febbraio 2014,  p. 1.018, ISBN 978-88-541-6101-6.[4]
- Simon Scarrow, Sotto l'aquila di Roma, traduzione di Roberto Lanzi, collana Ultra Economici, Newton Compton, 27 marzo 2014,  p. 346, ISBN 978-88-541-6498-7.
- Simon Scarrow, Sotto l'aquila di Roma, traduzione di Roberto Lanzi, collana Gli Insuperabili Gold, Newton Compton, 13 luglio 2017,  p. 351, ISBN 978-88-227-0705-5.

## Analisi
- Nonostante Sotto l'aquila di Roma sia il primo romanzo della serie, in Italia è stato pubblicato come secondo, nell'ottobre del 2009, dopo che a maggio dello stesso anno era stato pubblicato con grande successo Il Centurione.
- Gli eventi narrati nel romanzo Roma, sangue e arena[5], della serie Arena, costituiscono un  prequel di Sotto l'aquila di Roma. Il co-protagonista è Macrone e vi si spiega come ottiene la promozione da Optio a centurione. La trama si svolge tra il 41 ed il 42 d.C. e vi vengono citati anche Catone e Bestia.